# Segunda Categoría de El Oro 2016
El Campeonato Provincial de Fútbol de Segunda Categoría de El Oro 2016 fue un torneo de fútbol en Ecuador en el cual compitieron equipos de la Provincia de El Oro. El torneo fue organizado por Asociación de Fútbol Profesional de El Oro (AFO) y avalado por la Federación Ecuatoriana de Fútbol. El torneo dio inicio el 18 de marzo de 2016 y finalizó el 8 de julio. Participaron 11 clubes de fútbol y entregó 2 cupos al Zonal de Ascenso de la Segunda Categoría 2016.

## Sistema de campeonato
El sistema determinado por la Asociación de Fútbol Profesional de El Oro fue el siguiente:
- Primera fase: Los 11 fueron divididos en 2 grupos de 5 y 6 equipos respectivamente, cada uno se jugaron 10 fechas en un sistema de todos contra todos, donde los 2 primeros de cada grupo pasaron a la siguiente ronda.

- Cuadrangular Final: Se jugó con los 2 mejores equipos de los 2 grupos de la fase anterior, así mismo todos contra todos en un total de 6 fechas, donde los 2 primeros clasificaron a los Zonales de Ascenso; el primero fue campeón y el segundo vicecampeón.

## Equipos participantes
| Equipos participantes                        | Equipos participantes | Equipos participantes                              |
| -------------------------------------------- | --------------------- | -------------------------------------------------- |
|                                              |                       |                                                    |
| Equipo                                       | Ciudad                | Estadio                                            |
| Club Social y Deportivo Audaz Octubrino      | Machala               | Estadio 9 de Mayo                                  |
| Club Atlético Mineiro                        | Huaquillas            | Estadio Humberto Arteta                            |
| Club ATV Piñas                               | Piñas                 | Estadio de la Liga Deportiva Cantonal de Portovelo |
| Club Deportivo Cantera del Jubones           | Pasaje                | Estadio Carlos Falquez Batallas                    |
| Club Social y Deportivo Comercial Huaquillas | Huaquillas            | Estadio Humberto Arteta                            |
| Club Social Deportivo Bolívar                | Machala               | Estadio Washington Villalta                        |
| Huaquillas Fútbol Club                       | Huaquillas            | Estadio Humberto Arteta                            |
| Orense Sporting Club                         | Machala               | Estadio 9 de Mayo                                  |
| Parma Fútbol Club                            | Machala               | Estadio 9 de Mayo                                  |
| Santos Fútbol Club                           | El Guabo              | Estadio José María Mora                            |
| Santa Rosa Fútbol Club                       | Santa Rosa            | Estadio Carlos Nieto Pesántez                      |

## Equipos por Cantón
| Cantón     | N.º | Equipos                                                          |
| ---------- | --- | ---------------------------------------------------------------- |
| Machala    | 4   | - Audaz Octubrino - Deportivo Bolívar - Parma F.C. - Orense S.C. |
| Huaquillas | 3   | - Comercial Huaquillas - Atlético Mineiro - Huaquillas F.C.      |
| El Guabo   | 1   | - Santos F.C.                                                    |
| Santa Rosa | 1   | - Santa Rosa F.C.                                                |
| Pasaje     | 1   | - Cantera del Jubones                                            |
| Piñas      | 1   | - ATV Piñas                                                      |

## Grupo 1

### Clasificación
|  |    | Equipo              | PJ | PG | PE | PP | GF | GC | DG  | PTS |
|  | -- | ------------------- | -- | -- | -- | -- | -- | -- | --- | --- |
|  | 1. | Orense S.C.         | 9  | 7  | 2  | 0  | 29 | 6  | +23 | 23  |
|  | 2. | Cantera del Jubones | 10 | 5  | 3  | 2  | 23 | 14 | +9  | 18  |
|  | 3. | Parma F.C.          | 10 | 4  | 3  | 3  | 20 | 19 | +1  | 15  |
|  | 4. | ATV Piñas           | 10 | 4  | 2  | 4  | 13 | 12 | +1  | 14  |
|  | 5. | Santa Rosa F.C.     | 10 | 3  | 2  | 5  | 15 | 16 | -1  | 11  |
|  | 6. | Huaquillas F.C.     | 9  | 0  | 0  | 9  | 5  | 38 | -33 | 0   |

|  | Clasificado al Cuadrangular final. |

### Evolución de la clasificación
| Equipo / Jornada    | 01 | 02 | 03 | 04 | 05 | 06 | 07 | 08 | 09 | 10 |
| ------------------- | -- | -- | -- | -- | -- | -- | -- | -- | -- | -- |
| Orense S.C.         | 1  | 1  | 1  | 1  | 1  | 1  | 1  | 1  | 1  | 1  |
| Cantera del Jubones | 4  | 2  | 2  | 3  | 3  | 2  | 2  | 4  | 3  | 2  |
| Parma F.C.          | 3  | 4  | 5  | 5  | 4  | 3  | 4  | 3  | 2  | 3  |
| ATV Piñas           | 2  | 3  | 3  | 2  | 2  | 4  | 3  | 2  | 4  | 4  |
| Santa Rosa F.C.     | 5  | 5  | 4  | 4  | 5  | 5  | 5  | 5  | 5  | 5  |
| Huaquillas F.C.     | 6  | 6  | 6  | 6  | 6  | 6  | 6  | 6  | 6  | 6  |

### Resultados
|  | Huaquillas F.C.     | 0 - 7 | Orense S.C. |  | Humberto Arteta         | 19 de marzo | 20:00 |
|  | Cantera del Jubones | 1 - 1 | Parma F.C.  |  | Carlos Falquez Batallas | 19 de marzo | 20:00 |
|  | Santa Rosa F.C.     | 0 - 1 | ATV Piñas   |  | Carlos Nieto Pesántez   | 20 de marzo | 15:00 |

|     | Huaquillas F.C. | 0 - 3 | Cantera del Jubones |  | Humberto Arteta         | 26 de marzo | 15:00 |
| 20p | Parma F.C.      | 0 - 0 | Santa Rosa F.C.     |  | Carlos Falquez Batallas | 26 de marzo | 20:15 |
|     | Orense S.C.     | 0 - 0 | ATV Piñas           |  | 9 de Mayo               | 27 de marzo | 15:00 |

|  | ATV Piñas           | 2 - 2 | Parma F.C.      |  | Luis Rubén Pasaca       | 2 de abril | 15:30 |
|  | Cantera del Jubones | 1 - 1 | Orense S.C.     |  | Carlos Falquez Batallas | 2 de abril | 20:00 |
|  | Santa Rosa F.C.     | 4 - 1 | Huaquillas F.C. |  | Carlos Nieto Pesántez   | 3 de abril | 16:00 |

|  | Huaquillas F.C.     | 0 - 4 | ATV Piñas       |  | Humberto Arteta         | 9 de abril  | 20:00 |
|  | Cantera del Jubones | 2 - 2 | Santa Rosa F.C. |  | Carlos Falquez Batallas | 9 de abril  | 20:00 |
|  | Orense S.C.         | 2 - 0 | Parma F.C.      |  | 9 de Mayo               | 10 de abril | 15:00 |

|  | ATV Piñas       | 1 - 0 | Cantera del Jubones |  | Luis Rubén Pasaca       | 16 de abril | 15:00      |
|  | Parma F.C.      | 7 - 2 | Huaquillas F.C.     |  | Carlos Falquez Batallas | 16 de abril | 15:00      |
|  | Santa Rosa F.C. | 1 - 2 | Orense S.C.         |  | Carlos Nieto Pesántez   | Postergado  | Postergado |

|  | Huaquillas F.C.     | 2 - 3 | Parma F.C.      |  | Humberto Arteta         | 30 de abril | 15:00 |
|  | Orense S.C.         | 4 - 2 | Santa Rosa F.C. |  | Carlos Nieto Pesántez   | 30 de abril | 15:00 |
|  | Cantera del Jubones | 2 - 0 | ATV Piñas       |  | Carlos Falquez Batallas | 30 de abril | 20:00 |

|  | ATV Piñas       | 5 - 0 | Huaquillas F.C.     |  | Luis Rubén Pasaca       | 7 de mayo | 15:00 |
|  | Parma F.C.      | 1 - 4 | Orense S.C.         |  | Carlos Falquez Batallas | 7 de mayo | 15:00 |
|  | Santa Rosa F.C. | 2 - 3 | Cantera del Jubones |  | Carlos Nieto Pesántez   | 7 de mayo | 16:00 |

|  | Parma F.C.      | 2 - 0 | ATV Piñas           |  | Carlos Falquez Batallas | 13 de mayo | 16:00 |
|  | Orense S.C.     | 6 - 1 | Cantera del Jubones |  | 9 de Mayo               | 14 de mayo | 15:00 |
|  | Huaquillas F.C. | 0 - 1 | Santa Rosa F.C.     |  | Humberto Arteta         | 14 de mayo | 15:00 |

|  | Santa Rosa F.C.     | 0 - 3 | Parma F.C.      |  | Complejo AFO            | 21 de mayo | 16:00 |
|  | Cantera del Jubones | 4 - 0 | Huaquillas F.C. |  | Carlos Falquez Batallas | 21 de mayo | 20:00 |
|  | ATV Piñas           | 0 - 3 | Orense S.C.     |  | Luis Rubén Pasaca       | 22 de mayo | 15:00 |

|  | ATV Piñas   | 0 - 3 | Santa Rosa F.C.     |  | Luis Rubén Pasaca       | 28 de mayo     | 15:00 |
|  | Parma F.C.  | 1 - 6 | Cantera del Jubones |  | Carlos Falquez Batallas | 28 de mayo     | 15:00 |
|  | Orense S.C. | -     | Huaquillas F.C.     |  | 9 de Mayo               | No se programó | --:-- |

## Grupo 2

### Clasificación
|  |    | Equipo               | PJ | PG | PE | PP | GF | GC | DG  | PTS |
|  | -- | -------------------- | -- | -- | -- | -- | -- | -- | --- | --- |
|  | 1. | Audaz Octubrino      | 8  | 5  | 2  | 1  | 36 | 6  | +30 | 17  |
|  | 2. | Comercial Huaquillas | 8  | 5  | 1  | 2  | 17 | 11 | +6  | 16  |
|  | 3. | Deportivo Bolívar    | 8  | 5  | 0  | 3  | 23 | 9  | +14 | 15  |
|  | 4. | Santos F.C.          | 8  | 3  | 1  | 4  | 15 | 13 | +2  | 10  |
|  | 5. | Atlético Mineiro     | 8  | 0  | 0  | 8  | 3  | 55 | -52 | 0   |

|  | Clasificado al Cuadrangular final. |

### Evolución de la clasificación
| Equipo / Jornada     | 01 | 02 | 03 | 04 | 05 | 06 | 07 | 08 | 09 | 10 |
| -------------------- | -- | -- | -- | -- | -- | -- | -- | -- | -- | -- |
| Audaz Octubrino      | 2  | 1  | 2  | 3  | 2  | 2  | 1  | 2  | 2  | 1  |
| Comercial Huaquillas | 3  | 2  | 3  | 4  | 4  | 3  | 4  | 3  | 1  | 2  |
| Deportivo Bolívar    | 1  | 3  | 1  | 1  | 1  | 1  | 3  | 1  | 3  | 3  |
| Santos F.C.          | 5  | 4  | 4  | 2  | 3  | 4  | 2  | 4  | 4  | 4  |
| Atlético Mineiro     | 4  | 5  | 5  | 5  | 5  | 5  | 5  | 5  | 5  | 5  |

### Resultados
|  | Deportivo Bolívar    | 1 - 0            | Santos F.C.      |                  | Miguel Arreaga   | 20 de marzo      | 16:00            |
|  | Comercial Huaquillas | 1 - 1            | Audaz Octubrino  |                  | Humberto Arteta  | 20 de marzo      | 20:00            |
|  | Libre:               | Atlético Mineiro | Atlético Mineiro | Atlético Mineiro | Atlético Mineiro | Atlético Mineiro | Atlético Mineiro |

|  | Atlético Mineiro  | 0 - 5       | Audaz Octubrino      |             | Humberto Arteta | 26 de marzo | 20:00       |
|  | Deportivo Bolívar | 1 - 3       | Comercial Huaquillas |             | Miguel Arreaga  | 27 de marzo | 16:00       |
|  | Libre:            | Santos F.C. | Santos F.C.          | Santos F.C. | Santos F.C.     | Santos F.C. | Santos F.C. |

|  | Atlético Mineiro | 0 - 5           | Deportivo Bolívar    |                 | Humberto Arteta | 2 de abril      | 16:00           |
|  | Santos F.C.      | 3 - 0           | Comercial Huaquillas |                 | José María Mora | 3 de abril      | 16:00           |
|  | Libre:           | Audaz Octubrino | Audaz Octubrino      | Audaz Octubrino | Audaz Octubrino | Audaz Octubrino | Audaz Octubrino |

|  | Audaz Octubrino | 1 - 3                | Deportivo Bolívar    |                      | 9 de Mayo            | 9 de abril           | 20:00                |
|  | Santos F.C.     | 3 - 0                | Atlético Mineiro     |                      | José María Mora      | 10 de abril          | 14:30                |
|  | Libre:          | Comercial Huaquillas | Comercial Huaquillas | Comercial Huaquillas | Comercial Huaquillas | Comercial Huaquillas | Comercial Huaquillas |

|  | Audaz Octubrino      | 2 - 0             | Santos F.C.       |                   | 9 de Mayo         | 15 de abril       | 20:00             |
|  | Comercial Huaquillas | 1 - 0             | Atlético Mineiro  |                   | Humberto Arteta   | Postergado        | Postergado        |
|  | Libre:               | Deportivo Bolívar | Deportivo Bolívar | Deportivo Bolívar | Deportivo Bolívar | Deportivo Bolívar | Deportivo Bolívar |

|  | Atlético Mineiro | 1 - 5             | Comercial Huaquillas |                   | Humberto Arteta   | 30 de abril       | 20:30             |
|  | Santos F.C.      | 1 - 1             | Audaz Octubrino      |                   | José María Mora   | 1 de mayo         | 16:30             |
|  | Libre:           | Deportivo Bolívar | Deportivo Bolívar    | Deportivo Bolívar | Deportivo Bolívar | Deportivo Bolívar | Deportivo Bolívar |

|  | Atlético Mineiro  | 1 - 6                | Santos F.C.          |                      | Humberto Arteta      | 7 de mayo            | 15:00                |
|  | Deportivo Bolívar | 0 - 1                | Audaz Octubrino      |                      | Miguel Arreaga       | 7 de mayo            | 16:00                |
|  | Libre:            | Comercial Huaquillas | Comercial Huaquillas | Comercial Huaquillas | Comercial Huaquillas | Comercial Huaquillas | Comercial Huaquillas |

|  | Deportivo Bolívar    | 9 - 1           | Atlético Mineiro |                 | Miguel Arreaga  | 14 de mayo      | 16:00           |
|  | Comercial Huaquillas | 4 - 1           | Santos F.C.      |                 | Humberto Arteta | 14 de mayo      | 20:00           |
|  | Libre:               | Audaz Octubrino | Audaz Octubrino  | Audaz Octubrino | Audaz Octubrino | Audaz Octubrino | Audaz Octubrino |

|  | Audaz Octubrino      | 21 - 0      | Atlético Mineiro  |             | 9 de Mayo       | 21 de mayo  | 15:00       |
|  | Comercial Huaquillas | 2 - 0       | Deportivo Bolívar |             | Humberto Arteta | 21 de mayo  | 20:30       |
|  | Libre:               | Santos F.C. | Santos F.C.       | Santos F.C. | Santos F.C.     | Santos F.C. | Santos F.C. |

|  | Audaz Octubrino | 4 - 1            | Comercial Huaquillas |                  | 9 de Mayo        | 27 de mayo       | 15:00            |
|  | Santos F.C.     | 1 - 4            | Deportivo Bolívar    |                  | José María Mora  | 27 de mayo       | 15:00            |
|  | Libre:          | Atlético Mineiro | Atlético Mineiro     | Atlético Mineiro | Atlético Mineiro | Atlético Mineiro | Atlético Mineiro |

## Cuadrangular Final

### Clasificación
|  |    | Equipo               | PJ | PG | PE | PP | GF | GC | DG  | PTS |
|  | -- | -------------------- | -- | -- | -- | -- | -- | -- | --- | --- |
|  | 1. | Audaz Octubrino      | 6  | 4  | 1  | 1  | 16 | 7  | +9  | 13  |
|  | 2. | Orense S.C.          | 6  | 3  | 3  | 0  | 12 | 2  | +10 | 12  |
|  | 3. | Comercial Huaquillas | 6  | 1  | 2  | 3  | 5  | 20 | -15 | 5   |
|  | 4. | Cantera del Jubones  | 6  | 0  | 2  | 4  | 7  | 11 | -4  | 2   |

|  | Campeón y clasificado a los zonales de Segunda Categoría 2016.     |
|  | Vicecampeón y clasificado a los zonales de Segunda Categoría 2016. |

### Evolución de la clasificación
| Equipo / Jornada     | 01 | 02 | 03 | 04 | 05 | 06 |
| -------------------- | -- | -- | -- | -- | -- | -- |
| Audaz Octubrino      | 1  | 1  | 1  | 1  | 1  | 1  |
| Orense S.C.          | 3  | 3  | 2  | 2  | 2  | 2  |
| Comercial Huaquillas | 2  | 2  | 3  | 4  | 3  | 3  |
| Cantera del Jubones  | 4  | 4  | 4  | 3  | 4  | 4  |

### Resultados
|  | Cantera del Jubones  | 3 - 4 | Audaz Octubrino |  | Carlos Falquez Batallas | 3 de junio | 20:00 |
|  | Comercial Huaquillas | 1 - 1 | Orense S.C.     |  | Humberto Arteta         | 3 de junio | 20:30 |

|  | Orense S.C.          | 1 - 1 | Audaz Octubrino     |  | 9 de Mayo       | 11 de junio | 15:00 |
|  | Comercial Huaquillas | 2 - 2 | Cantera del Jubones |  | Humberto Arteta | 11 de junio | 20:30 |

|  | Cantera del Jubones | 0 - 1 | Orense S.C.          |  | Carlos Falquez Batallas | 17 de junio | 20:00 |
|  | Audaz Octubrino     | 6 - 0 | Comercial Huaquillas |  | 9 de Mayo               | 19 de junio | 15:00 |

|  | Comercial Huaquillas | 0 - 3 | Audaz Octubrino     |  | Humberto Arteta | 24 de junio | 20:30 |
|  | Orense S.C.          | 0 - 0 | Cantera del Jubones |  | 9 de Mayo       | 25 de junio | 15:00 |

|  | Audaz Octubrino     | 0 - 2 | Orense S.C.          |  | 9 de Mayo               | 2 de julio | 15:30 |
|  | Cantera del Jubones | 1 - 2 | Comercial Huaquillas |  | Carlos Falquez Batallas | 2 de julio | 15:30 |

|  | Orense S.C. (C) | 7 - 0 | Comercial Huaquillas |  | Euclides Palacios | 8 de julio | 15:00 |
|  | Audaz Octubrino | 2 - 1 | Cantera del Jubones  |  | 9 de Mayo         | 8 de julio | 15:00 |

## Campeón
| |
| Club Social y Deportivo Audaz Octubrino 8.° Título Clasifica a los zonales de la Segunda Categoría 2016 - También clasifica Orense Sporting Club como Vicecampeón. |

## Goleadores
- Actualizado el 11 de abril de 2016

| Jugador                | Equipo              | Goles |
| ---------------------- | ------------------- | ----- |
| 1. Yandri Bravo        | Club ATV Piñas      | 4     |
| 2. Diego Valarezo      | Deportivo Bolívar   | 3     |
| 3. Diego Sandoval      | Cantera del Jubones | 3     |
| 4. Steward Vásquez     | Santa Rosa F. C.    | 3     |
| 5. German Casierra     | Santos F. C.        | 2     |
| 6. Carlos Orejuela     | Orense S. C.        | 2     |
| 7. Pedro Nazareno      | Deportivo Bolívar   | 2     |
| 8. Hernan Bravo        | Club ATV Piñas      | 2     |
| 9. Gabriel Méndéz      | Audaz Octubrino     | 2     |
| 10. Christopher Loaiza | Santa Rosa F. C.    | 1     |
| 11. Jhon Perlaza       | Cantera del Jubones | 1     |
| 12. Jamil Moscoso      | Parma F. C.         | 1     |
| 13. Carlos Rueda       | Deportivo Bolívar   | 1     |